# SN 2008ip
SN 2008ip – supernowa typu IIn odkryta 31 grudnia 2008 roku w galaktyce NGC 4846. W momencie odkrycia miała maksymalną jasność 15,70m.